# 혼천시계
혼천시계(渾天時計)란 조선 현종 때에 송이영이 제작한 천문시계를 말한다. 1985년에 '혼천시계'라는 명칭으로 천상열차분야지도각석, 보루각자격루와 함께 대한민국의 국보로 지정되었다. 

## 개요

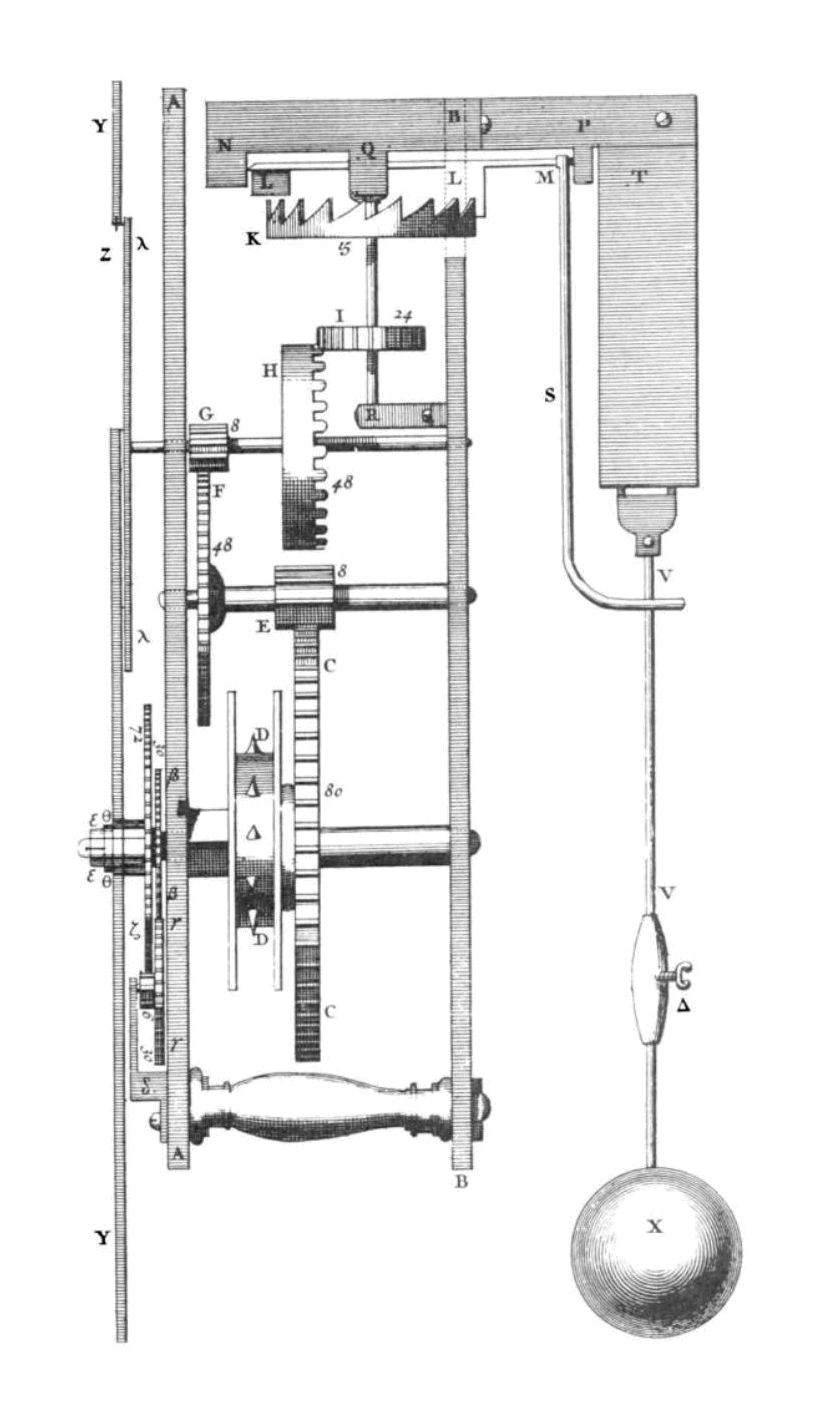
1673년에 만들어진 하위헌스의 두 번째 진자시계

혼천시계는 태양의 위치와 계절, 날짜를 알려주는 천문시계의 구실을 하던 기구인 혼천의와 시간을 알려주는 기계적인 시계를 결합한 천문기구이다.
혼천시계의 출현배경과 그 작동원리는 증보문헌비고에 구체적으로 기술되어 있다. 그 내용을 보면 우선 송이영이 현종 10년 1669년 10월 14일 만든 혼천시계는 이민철이 만든 수격식 동력장치인 천문시계와는 달리 추의 주기운동으로 톱니바퀴를 돌리는 진자시계였다. 그리고 시계장치에는 시간을 알리는 시보 장치와 종을 치는 자명 장치가 마련되어 있었다. 뿐만 아니라, 시계의 동력은 혼천의에 전달되어 시간의 흐름에 맞추어 혼천의가 돌게 하였던 점도 확인된다.
가로 118,5센티미터, 세로 52.5센티미터, 높이 99센티미터의 크기를 가진 나무상자 속에 오른쪽 절반은 두 개의 추가 있어서 그 무게로 내려가는 힘으로 시계를 움직여주게 되어 있는 중력식 진자 시계장치가 설치되어 있고, 왼쪽에는 지름이 약 40센티미터인 혼천의가 설치되어 있다. 혼천의에 중심에 지름이 8.9센티미터인 지구의가 위치해 있으며, 시계와는 톱니바퀴로 연결되었다. 시계장치는 두 개의 추의 운동으로 움직인다. 하나는 시각을 알리기 위한 추로, 바퀴테와 톱니바퀴를 회전시키는데 바퀴테가 수직축 주위를 수평면에서 회전함으로써 바퀴테에 붙어 있는 12시를 알리는 시패를 창에 드러나게 하는 작용을 한다. 다른 하나는 종을 쳐서 시각을 알리기 위한 추로, 비둘기 알만한 쇠구슬 24개가 홈통 안을 굴러 내려감으로써 종을 치는 망치가 걸려 곧 종이 울리고, 회전바퀴 살에 붙은 주걱들에 의하여 쇠구슬이 들리면서 이 작동이 반복된다.
현재 원형은 고려대학교 박물관에 남아 있는데, 이 혼천시계는 1930년에 서울의 인사동 거리에서 엿장수의 수레에 끌려 고물로 팔려갈 운명이었던 것을 알게 된 인촌 김성수가 구매를 하여 고려대학교에 기증한 것이다. 경기도 여주시의 세종대왕릉에 있는 혼천의는 송이영의 혼천 시계 중 혼천의 부분만 따로 2.5배 확대한 것이다. 2004년에는 형태만 복원되어 서울과학전시관에 전시되었고, 2009년 8월 18일 국립중앙과학관에서 완전 복원하여 전시하였다. 2007년에 발행된 대한민국의 10000원 지폐 뒷면에는 혼천의가 그려져 있다.

## 복원
2009년 8월 18일 대전광역시 유성구에 있는 국립중앙과학관은 조선 현종 10년 1669년에 만들어진 혼천시계를 완전 복원하여 상설전시관에 전시하였다. 송이영이 만든 시계 장치는 1657년 네덜란드의 크리스티안 하위헌스가 발명한 세계 최초의 태엽장치 자명종의 원리를 이용했지만, 태엽장치 대신 추의 상하 운동에서 발생하는 에너지를 이용해 시계 바늘을 움직이도록 하여 타종하도록 고안되었다. 원형은 고려대학교 박물관에 보관 중이며, 2004년 복원되어 서울과학전시관에 전시되었던 복원품을 보완해 새로 만든 것이다.

## 같이 보기
- 혼천의

 본 문서에는 서울특별시에서 지식공유 프로젝트를 통해 퍼블릭 도메인으로 공개한 저작물을 기초로 작성된 내용이 포함되어 있습니다.